# جیان پائولو کوگنو
جیان پائولو کوگنو (ایتالیایی: Gian Paolo Cugno; ۴ ژانویهٔ ۱۹۶۸) یک کارگردان فیلم اهل ایتالیا است. .

## زندگی‌نامه
وی در اول ژانویه ۱۹۶۸ در شهر پاکینو در ایالت سیسیل زاده شده، هم‌اکنون در رم زندگی می‌کند.
او که در مقام یک رمان‌نویس به خاطر دو کتاب «گامی در تاریکی» و «زن بی‌پناه» شهرت دارد، فعالیت سینمایی خود را در مقام دستیار کارگردان آغاز کرد و مشارکتی چشمگیر در محصولات سینمایی سیسیل داشت. کوگنو که مجموعه ای مستند به نام شهرهای هنر ایتالیا را نیز در کارنامه دارد.
نخستین فیلم کوتاهش را با عنوان «بخت مادر من» در سال ۲۰۰۳ کارگردانی کرد و در سینما تک پاریس به نمایش گذاشت.
او گذشته از بنیانگذاری و اداره جشنواره بین‌المللی فلم مرزها، در هیئت نمایشی در وازرت فرهنگ ایتالیا عضویت داشته‌است. کونگو در سال ۲۰۰۶ فیلم «سالواتوره - این است زندگی» را کارگردانی کرد که محصول کمپانی‌های بوئنا ویستا و گلوب فیلمز بود. این فیلم که در حقیقت نخستین محصول ایتالیایی کمپانی دیزنی به‌شمار می‌آید، رکوردی جدید در تعداد تماشاگران محصل در شبه جزیره به نام خود ثبت کرد.